# Platte Purchase

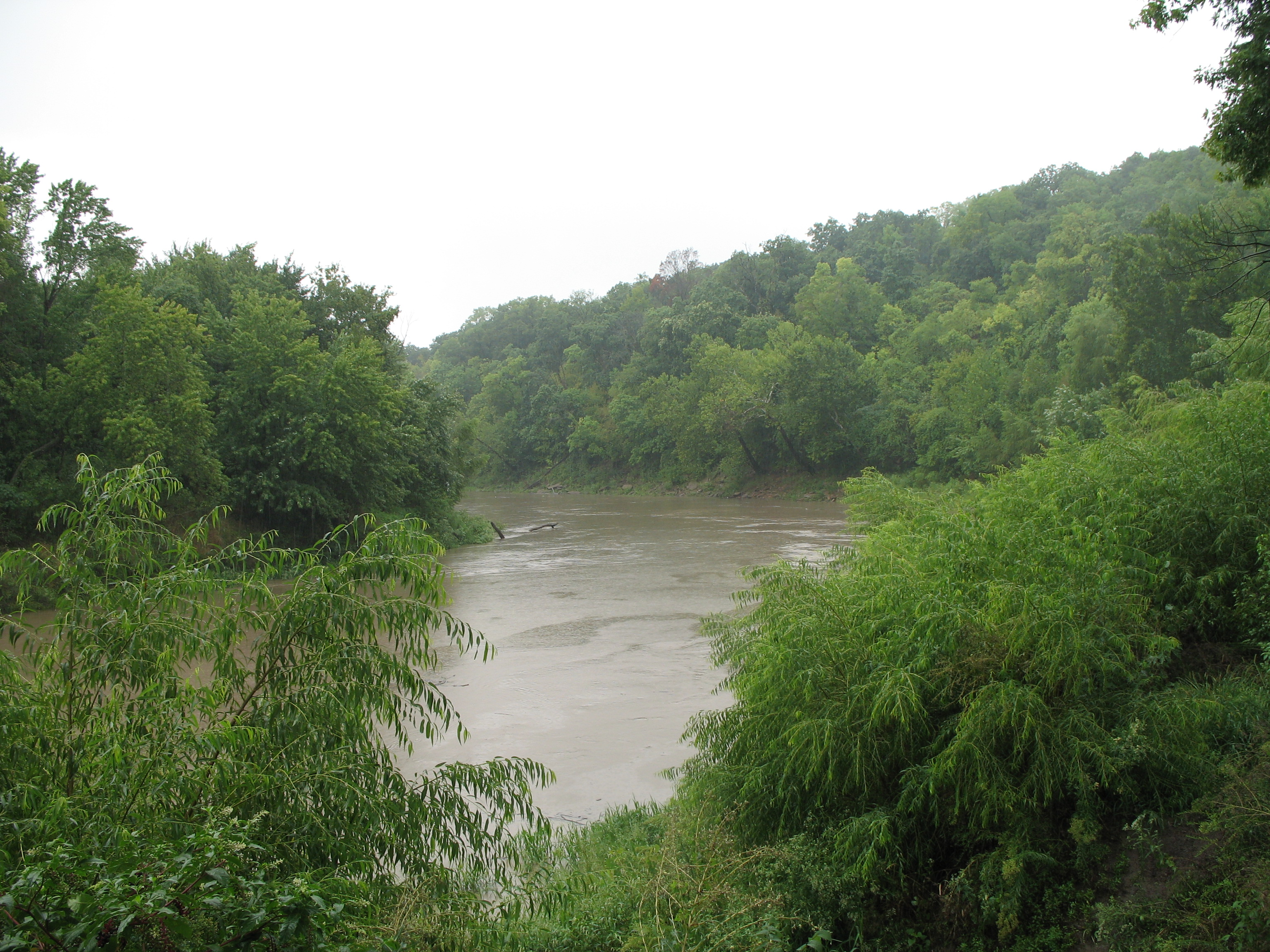
Der namensgebende Platte River kurz vor dessen Mündung in den Missouri

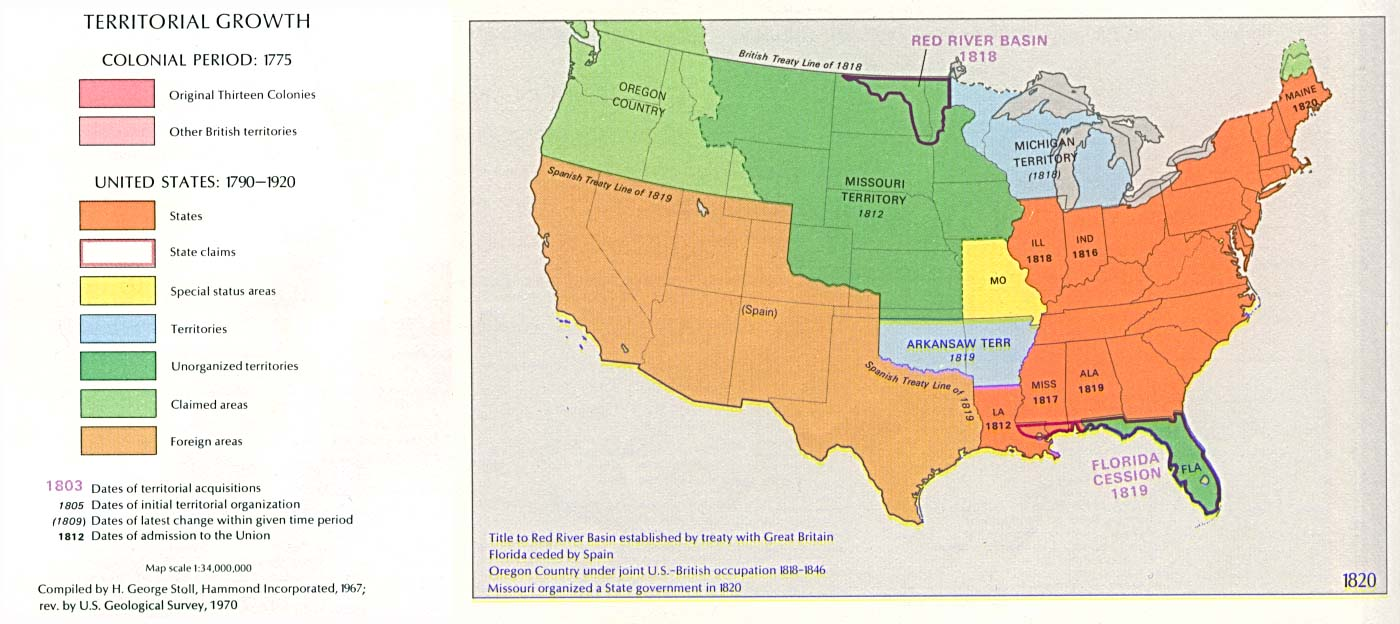
Die USA 1820. Die Grafik zeigt die westliche Grenze Missouris als gerade Linie. Der Missouri-Kompromiss verbot die Einführung der Sklaverei im Unorganized Territory (dunkelgrün) und erlaubte sie in Missouri (gelb)

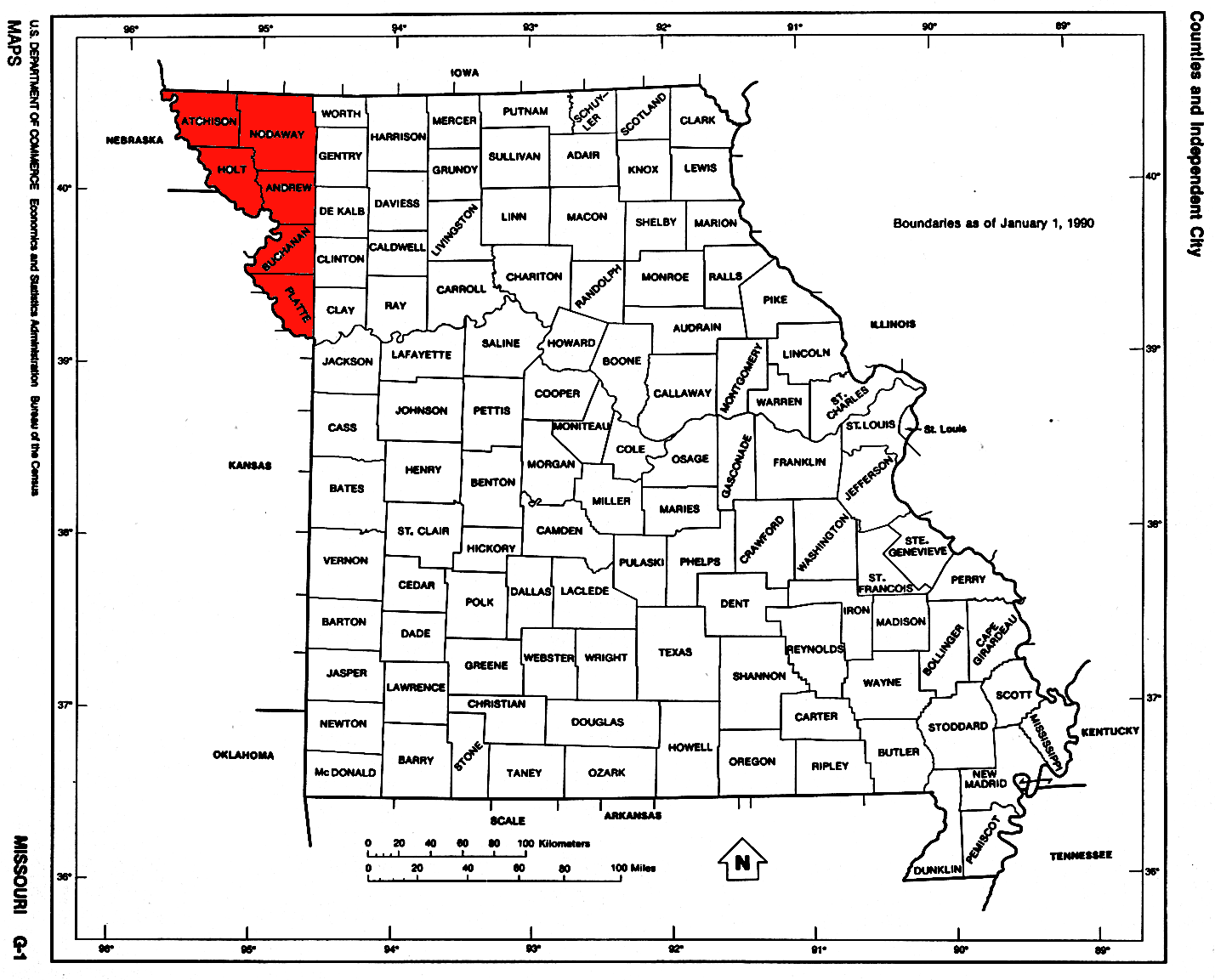
Durch den Platte Purchase erworbenes Territorium (rot)

Der Platte Purchase war ein Landerwerb der Vereinigten Staaten von den Indianern im Jahr 1836. Dabei wurden 8.156 km² dem Staat Missouri hinzugefügt, sodass dessen Nordwestgrenze nun dem Verlauf des Missouri River entsprach.
Namensgebend für diesen Landerwerb war der Platte River, ein Nebenfluss des Missouri, der von Iowa kommend das Gebiet durchfließt.
Die Region umfasst die heutigen Countys Andrew, Atchison, Buchanan, Holt, Nodaway und Platte. Die nordwestlichen Stadtteile von Kansas City, die Städte Saint Joseph, Mound City und Maryville sowie der heutige Kansas City International Airport liegen auf dem Gebiet des Platte Purchase.

## Geschichte
Auf dem so genannten Unorganized Territory lebten Indianer, denen der Besitz dieser Gebiete auf Dauer zugesichert worden war. Trotzdem hielt sich eine Reihe weißer Siedler nicht an diese Übereinkunft und verlangte die Eingliederung des von ihren besiedelten Gebietes in den Staat Missouri.
Mit den Stämmen der Iowa sowie der vereinigten Sauk und Fox wurde in Fort Leavenworth von William Clark ein Vertrag geschlossen. Den Stämmen wurden 7.500 Dollar gezahlt; die US-Regierung richtete indes Reservationen für die Indianer westlich des Missouri in Kansas und Nebraska ein. Die Indianer verpflichteten sich, sich dort niederzulassen. Noch heute existieren dort die Sac and Fox Reservation und die Ioway Reservation.
Das erworbene Land wurde im März 1837 von Präsident Martin Van Buren offiziell dem Staat Missouri zugeschlagen. Die Westgrenze Missouris bildete nun bis zur Nordgrenze des Staates der Missouri River. Damit wurde Missouri zum damals flächengrößten Bundesstaat der USA.